# 雅帕拉圖巴
10°35′34″S 36°56′24″W / 10.59278°S 36.94000°W
雅帕拉圖巴（葡萄牙語：Japaratuba），是巴西的城鎮，位於該國東北部，由塞爾希培州負責管轄，始建於1859年，面積360平方公里，海拔高度79米，2013年人口17,903，人口密度每平方公里49.8人。